# Wilhelm Piehler
Wilhelm Hermann Piehler (* 13. Februar 1873 in Ronneburg; † 8. März 1948 in Mainz) war ein hessischer Politiker (SPD Hessen) und ehemaliger Abgeordneter des Landtags des Volksstaates Hessen in der Weimarer Republik.

## Familie
Wilhelm Piehler war der Sohn des Leinewebers und späteren Landbriefträgers August Piehler (1847–1920) und dessen Frau Emilie geborene Zschenderlein (1848–1925). Er heiratete 1899 in München in erster Ehe Viktoriea geborene Schlander († 1918) und 1920 in zweiter Ehe Katharina geborene Barz.

## Ausbildung und Beruf
Wilhelm Piehler arbeitete bis 1905 als Klempner/Spengler in Gera und München. Bis 1905 war er Funktionär des Metallarbeiterverbands in München und vom 1. Mai 1905 bis 1933 Geschäftsführer des Metallarbeiterverbands in Mainz. Dazwischen war er November 1915 bis 1918 Kriegsteilnehmer.

## Politik
Wilhelm Piehler war Stadtverordneter in Mainz und 1919 bis 1912 Landtagsabgeordneter.